# 銀胸斧魚
銀胸斧魚又名銀胸斧脂鯉（学名：Gasteropelecus levis），又名為銀胸斧脂鯉，為輻鰭魚綱脂鯉目胸斧脂鯉科的其中一種，分布於亞馬遜河下游流域，一邊體長可達3.5公分，人工圈養下可長達到 6 公分，棲息在中底層水域，屬肉食性，以蠕蟲、昆蟲、甲殼類等為食，生活習性不明，可作為觀賞魚。